# KORU
KORU（89.9 FM）是位于北马里亚纳群岛的一个非商业教育性电台，由好消息广播公司开办。发射台位于塞班岛加拉班，轉播關島KSDA-FM的信號。